# Baku Baku Animal

Baku Baku Animal (do japonês ばくばくアニマル Baku Baku Animaru) é um jogo eletrônico do tipo quebra-cabeças criado pela Sega em 1996.
Caracteriza-se por ser um jogo de índole não violenta, de estilo infantil, logrando, no entanto, obter a atenção de jogadores de todas as idades, devido ao facto de ser bastante divertido, graças às suas regras de jogo, simples mas lúdicas (bastante próximas do popular videojogo Tetris), e ao facto de poder ser jogada entre dois utilizadores, o que aumenta a sua diversão.
Basicamente, o jogo consiste em duas colunas (espaços de jogo), uma à esquerda, outra à direita, na qual vão caindo lentamente vários bocados de comida e animais. O jogador controla os bocados de comida na sua coluna, e os animais em queda, movendo-os para a esquerda. direita ou baixo. Se um animal tocar no bocado de comida no chão que lhe seja correspondente, ou vice versa, aparece uma animação do animal a comer a comida, e ambos são eliminados dessa coluna. se algum bocado de comida ou animal tocar o tecto dessa coluna, o jogador que está associado a essa coluna perde o jogo, e o outro jogador ganha automaticamente.

## Premissa
A história do jogo é simples mas funcional.
Basicamente, uma princesa, num reino ficcional, criou, com o auxílio do pai, um Jardim Zoológico. Para assegurar a manutenção do mesmo, a princesa instituiu um campeonato, no qual os candidatos a tratadores teriam de se eliminar uns aos outros em disputas, e depois enfrentar a princesa e o rei. Aquele que conseguisse vencer todos os adversários seria contratado para trabalhar no Jardim Zoológico.
O utilizador toma o controlo de um dos candidatos a tratadores.